# 佐久間信正
佐久間 信正（さくま のぶまさ）は、江戸時代中期の旗本。
享保20年（1735年）5月6日、父・佐久間信登より家督（蔵米300俵）を継ぐ。元文元年（1736年）12月23日、大番に列せられる。寛延3年（1750年）10月28日、大番を辞した。
宝暦5年（1755年）4月10日、隠居。家督を養子の信賢に譲る。隠居後は虎貫と号した。
宝暦7年（1757年）8月21日、死去。享年40。